# George Schalatter
George Schalatter (ur. 31 grudnia 1929 w Birmingham w stanie Alabama) – amerykański producent filmowy i reżyser.

## Filmografia

### Producent
Seriale
- 1967: Rowan & Martin’s Laugh-In
- 1994: She TV

Film
- 1976: Norman... Is That You?

### Reżyser
- 1976: Norman... Is That You?
- 1993: Rowan & Martin’s Laugh-In: 25th Anniversary Reunion

## Nagrody i nominacje
Został dwukrotnie uhonorowany nagrodą Emmy i dwukrotnie otrzymał nominację do nagrody Emmy. Posiada swoją gwiazdę na Hollywoodzkiej Alei Gwiazd.